# Кароліна Ардоайн
А́на Каролі́на Ардо́айн Дос Са́нтос (ісп. Ana Carolina Ardohain Dos Santos, нар. 17 січня 1978 року) — аргентинська модель і телеведуча. Вона також відома під прізвиськом Пампіта (ісп. Pampita — уродженка Ла-Пампи).

## Біографія
Ана Кароліна народилася 17 січня 1978 року у містечку Хенераль-Ача, провінція Ла-Пампа, Аргентина у родині вихідців з Бразилії. До 17 років жила в місті Санта-Роса, де закінчила школу. Займалася балетом і капоейрою з 9 років. Здобула титули Студентської королеви краси й Королеви краси провінції Жужуй. Переїхавши до Буенос-Айресу працювала у боулінгу та як промоутер, згодом стала продавцем у магазині одягу.
Перемігши у кастингу, який влаштувала марка одягу, у магазині якої вона працювала, дівчина стала моделлю. Успіх прийшов до Кароліни після того, як вона почала працювати у відомому агентстві Панчо Дотто Dotto Models.
Вона брала участь у рекламних кампаніях фірм Victoria's Secret, Wonderbra, John L. Cook, Honda і Coca Cola.
Окрім модельної діяльності, Пампіта була ведучою кількох шоу на аргентинському, чилійському й іспанському телебаченні, «хрещеною матір'ю» збірної Аргентини з футболу впродовж Чемпіонату світу з футболу 2002, знімалася у серіалах «Буремний шлях» і «Подвійне життя», була королевою пісенного фестивалю у Вінья-дель-Мар 2004 року.
2009 року Ардоайн покинула агентство Dotto Models і перейшла до musemanagement.

## Особисте життя
30 жовтня 2002 року Кароліна Ардоайн вийшла заміж за Мартіна Баррантеса, але їх шлюб не тривав довго — 2004 року вони розлучилися. Пампіта перебувала у стосунках з чилійським актором Бенхаміном Вікуньєю з липня 2005 року по грудень 2015 року. З ним в Пампіти народилось три сини: Баутіста Вікунья Ардоайн (нар. 29 лютого 2008), Бельтран Вікунья Ардоайн (нар. 8 червня 2012) і Бенісіо Вікунья Ардоайн (нар. 12 жовтня 2014). Також в них була донька Бланка Вікунья Ардоайн (15 травня 2006 — 8 вересня 2012).
22 листопада 2019 року Пампіта вийшла заміж за гастрономічного підприємця і політика Роберто Гарсію Морітана. Вони мають спільну доньку Ану Гарсію Морітан Ардоайн, яка народилася 22 липня 2021 року.